# Костромская улица (Москва)
Костромска́я у́лица — улица на севере Москвы в районах Бибирево и Алтуфьевский Северо-Восточного административного округа, между Алтуфьевским шоссе и Бибиревской улицей. Названа по старинному волжскому городу Кострома в связи с расположением на севере Москвы. Название перенесено в 1978 году с упраздненной Костромской улицы (бывшая Дорожная) в Лианозове.

## Расположение
Костромская улица проходит дугой с северо-запада на юго-восток от Алтуфьевского шоссе до Бибиревской улицы параллельно улице Пришвина, оканчивается у станции метро «Бибирево».

## Учреждения и организации
По нечётной стороне:
- № 3 — ГКБ им. А. К. Ерамишанцева, родильное отделение № 2 (бывший роддом № 11);
- № 7 — Храм Преподобного Сергия Радонежского (1894) в комплексе с Церковью Собора Московских святых;Парк света

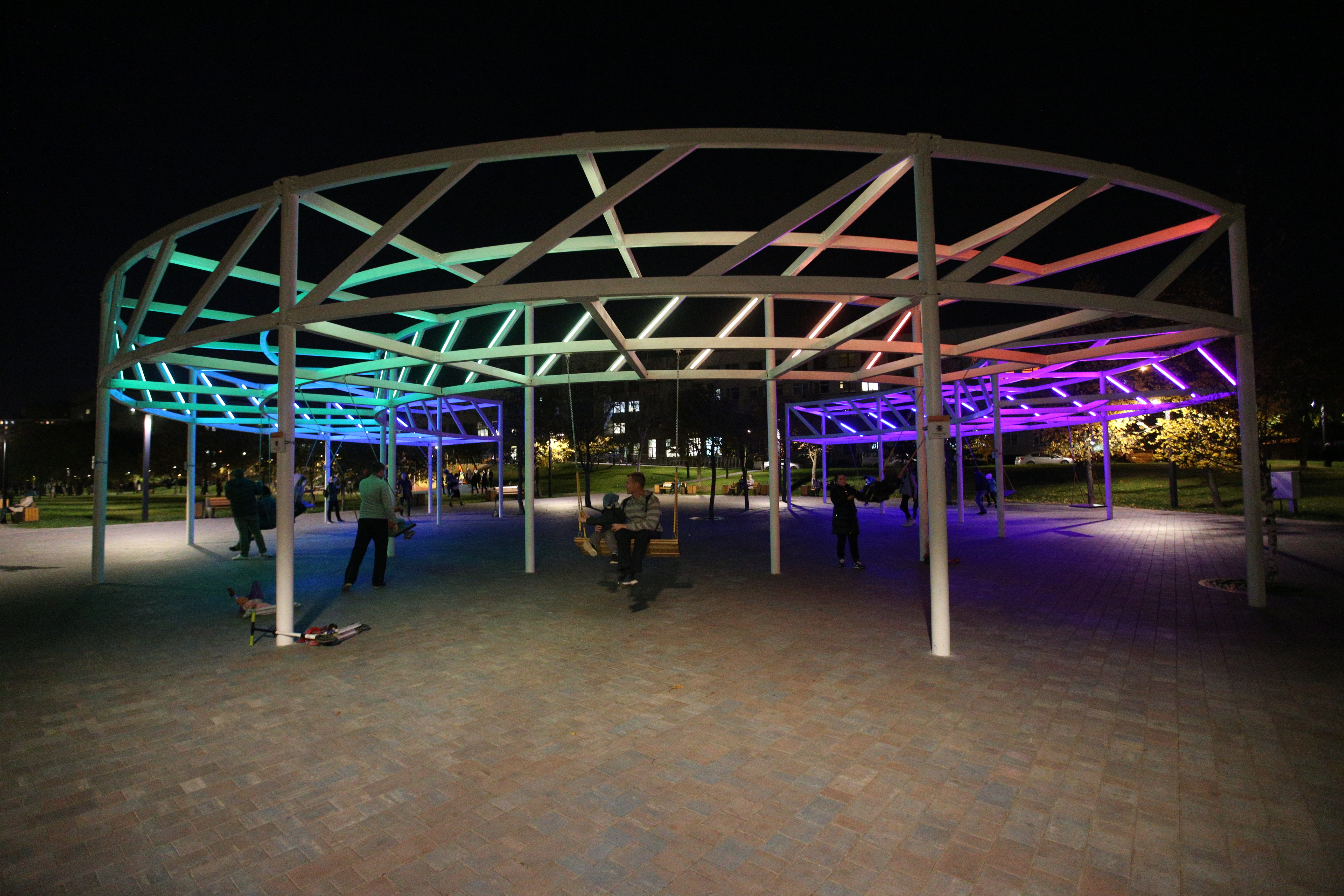
Парк света

- Парк света — был открыт в 2019 году по программе «Мой район»[1] в сквере рядом с Храмом Преподобного Сергия Радонежского и Церковью Собора Московских святых. Главной концепцией парка стало создание своего рода «дороги к свету» у религиозных сооружений — здесь обустроили необычную систему освещения с художественной подсветкой арок, качелей, детских и спортивных площадок, прогулочных дорожек.
- № 17 — Бибиревский радиорынок.

По чётной стороне:
- № 14 — Детская городская поликлиника № 125.